# Chris Hartjes
Chris Hartjes (Doetinchem, 10 januari 1946) was een Nederlandse voetballer van De Graafschap in zijn geboorteplaats en Heracles in Almelo. Hij speelde op De Vijverberg van 1962 tot 1965 toen Evert Teunissen trainer was. In zijn periode bij De Graafschap speelde hij driemaal een interland voor het Nederlands elftal onder 19 jaar.

## Carrièrestatistieken
| Seizoen         | Club            | Land            | Competitie       | Competitie | Competitie | Beker | Beker | Internationaal | Internationaal | Overig | Overig | Totaal | Totaal |
| Seizoen         | Club            | Land            | Competitie       | Wed.       | Dlp.       | Wed.  | Dlp.  | Wed.           | Dlp.           | Wed.   | Dlp.   | Wed.   | Dlp.   |
| --------------- | --------------- | --------------- | ---------------- | ---------- | ---------- | ----- | ----- | -------------- | -------------- | ------ | ------ | ------ | ------ |
| 1962/63         | De Graafschap   | Nederland       | Tweede divisie A | –          | 5          | –     | 1     | 0              | 0              | 0      | 0      | –      | 6      |
| 1963/64         | De Graafschap   | Nederland       | Tweede divisie   | –          | 6          | –     | 0     | 0              | 0              | 0      | 0      | –      | 6      |
| 1964/65         | De Graafschap   | Nederland       | Tweede divisie A | –          | 9          | –     | 0     | 0              | 0              | 0      | 0      | –      | 9      |
| 1965/66         | Heracles        | Nederland       | Eredivisie       | 10         | 1          | –     | 0     | 0              | 0              | 0      | 0      | –      | –      |
| 1966/67         | Heracles        | Nederland       | Eerste divisie   | –          | –          | –     | 0     | 0              | 0              | 0      | 0      | –      | –      |
| 1967/68         | Heracles        | Nederland       | Eerste divisie   | –          | –          | –     | 0     | 0              | 0              | 0      | 0      | –      | –      |
| 1968/69         | Heracles        | Nederland       | Eerste divisie   | –          | –          | –     | 0     | 0              | 0              | 0      | 0      | –      | –      |
| 1969/70         | Heracles        | Nederland       | Eerste divisie   | –          | –          | –     | 0     | 0              | 0              | 0      | 0      | –      | –      |
| 1970/71         | Heracles        | Nederland       | Eerste divisie   | –          | –          | –     | 0     | 0              | 0              | 0      | 0      | –      | –      |
| Carrière totaal | Carrière totaal | Carrière totaal | Carrière totaal  | –          | –          | –     | 1     | 0              | 0              | 0      | 0      | –      | –      |